# Шабельницька волость
Шабельницька волость — адміністративно-територіальна одиниця Чигиринського повіту Київської губернії з центром у селі Шабельники.
Станом на 1886 рік складалася з 4 поселень, 4 сільських громад. Населення — 4923 осіб (2352 чоловічої статі та 2571 — жіночої), 748 дворових господарства.
На 1900 рік складалася із сіл Боровиця, Бужин, Тарасівка, Шабельники. Впродовж 1959-1961 рр. теориторію волості було затоплено водами Кременчуцького водосховища. Село Боровиця було перенесене на високий берег, інші села зникли повністю.
|                     | Площа, десятин | У тому числі орної, десятин |
| ------------------- | -------------- | --------------------------- |
| Сільських громад    | 4707           | 2459                        |
| Приватної власності | 9              | 2                           |
| Іншої власності     | 135            | 101                         |
| Загалом             | 4851           | 2562                        |

Поселення волості:
- Шабельники — колишнє державне село при річці Дніпро за 15 верст від повітового міста, 2836 осіб, 458 двори, православна церква, 2 школи, 2 постоялих будинки, 2 лавки.
- Бужин — колишнє державне село при річці Дніпро, 686 осіб, 102 двори, православна церква, школа, постоялий будинок.
- Мордва — колишнє державне село, 760 осіб, 124 двори, православна церква, школа, постоялий будинок.
- Погорільці — колишнє державне село при річці Тясмин, 587 осіб, 587 дворів.

Старшинами волості були:
- 1909—1910 роках — Захар Дем'янович Меркотан[2],[3];
- 1912—1913 роках — Феодосій Архипович Леженко[4],[5];
- 1915 року — Костянтин Демидович Іщенко[6].